# Заполья
Запольські або Заполья (хорв. Zápoľský, угор. Szapolyai) — шляхетський та магнатський рід Угорського королівства хорватського походження. Походив із хорватського міста Запольє (Zapolje) у Славонії. Члени родини були воєводами, палатінами, Семигородськими князями, а в другій половині 15 століття — на початку 16 століття й королями Угорщини і Хорватії. Член роду Барбара Запольська, дружина короля Сиґізмунда I Старого, була польською королевою, Великою княгинею Литовською і Руською.

## Історія
Родоначальником династії вважається Тврде Запольський, засновник Тврдич-граду, що передував у родстві з Боснійськими банами Боричами. Також відомий Володислав Запольський, що був хорватським шляхтичем зі Славонії та мав маєтки в Пожезькій жупанії та місто Запольє (поблизу сучасної Нової Градішки) в волості Решетарі Бродсько-Посавської жупанії.
Його старший син, Емерік (1420-1487), був першим членом родини, який отримав статус «справжнього барона королівства», коли король Угорщини Матвій Корвін призначив його королівським скарбником 1459 або 1460 р.
Герб Запольський, на якому зображений вовк, міститься разом із гербом династії Гуньяді на могилі батька Матіаша Корвіна, Яноша Гуньяді, а також разом із гербом Гуньяді та Сілагі в домініканському монастирі Буди і в літньому палаці Матіаша Корвіна у Вишеграді.
У 15 столітті Запольські стали дуже могутнім магнатським родом. Пожезький шляхтич Мирко Запольський (?-1487) у 1464 р. став хорватсько-словонським баном і королівським намісником, а трохи пізніше палатином в Угорщині. Молодший брат Мирка Заполья, Стапан (?-1499), став Сілезьким намісником у 1474 році, Австрійським намісником у 1490 році, Віденським капітаном і палатином у 1492 році.
Син Степана Янош І Запольський був найвідомішим роду, головним суперником ерцгерцога Фердинанда I Габсбурга в боротьбі за хорватсько-угорський престол, якого обрали королем Угорщини, а також від був обраний королем Хорватії на соборі шляхти в Дубраві 1527 р.
Його син або спадкоємець Янош ІІ Запольський продовжив боротьбу з Габсбургами за угорський і хорватський трони та королівський титул. 

## Представники роду
Найбільш відомими представниками роду Запольських є:
- Тврде Запольський- родоначальник династії, засновник Тврдич-граду.
- Мирко Запольський(бл. 1420-1487) - палатин Угорського королівства (з 1486), підскарбій Угорського королівства (з 1459). Бан Славонії та Хорватії (1464-1466), губернатор Боснії (1464-1465).
- Степан Запольський (пом. 1499) - молодший брат Мирка Запольського, палатин Угорщини, намісник короля Матвія Корвіна в Сілезії (з 1474), Лужиці та Австрії (з 1490). Комендант Відня та палатин Угорщини (з 1492).
- Міклош Запольський (пом. 1468) - єпископ Семигороду (Трансильванії) з 1461 року.
- Янош I або Іван І Запольський (1487-1540) - син Степана Запольського, воєвода Семигородщини з 1511; король Угорщини, король Хорватії, перший князь Трансильванії.
- Дьєрдь Запольський (1488-1526) - полководець, загинув у Мохацькій битві 29 серпня 1526 р.
- Янош II або Іван-Сигізмунд Запольський (1540-1571) - з 1540 по 1570 король Угорщини і князь Трансільванії.
- Барбара Запольська (1495-1515) - донька Івана І, у шлюбі з королем Сигізмундом І, королева Польщі, Велика княгиня Литовська і Руська.
  - Ганна Яґелонка (1515–1520)
  - Ядвіґа Яґелонка
    - Ядвіґа Бранденбурзька

## Герб
Варіанти герба хорватсько-угорського роду Запольських:

Герб Запольських, в. 1.
Королівський герб
Герб Запольських, в. 2.